# Zrnětín
Zrnětín je malá vesnice, část obce Poříčí u Litomyšle v okrese Svitavy. Nachází se 1 km na jih od Poříčí u Litomyšle. V roce 2009 zde bylo evidováno 37 adres. V roce 2001 zde trvale žilo 80 obyvatel.
Zrnětín leží v katastrálním území Poříčí u Litomyšle o výměře 4,75 km2.

## Historie
V roce 1931 při práci na zahradě bylo nalezeno 206 pražských grošů (Václav II.) a 8 slitků stříbra, uložených pravděpodobně v letech 1300 až 1305.

## Další fotografie

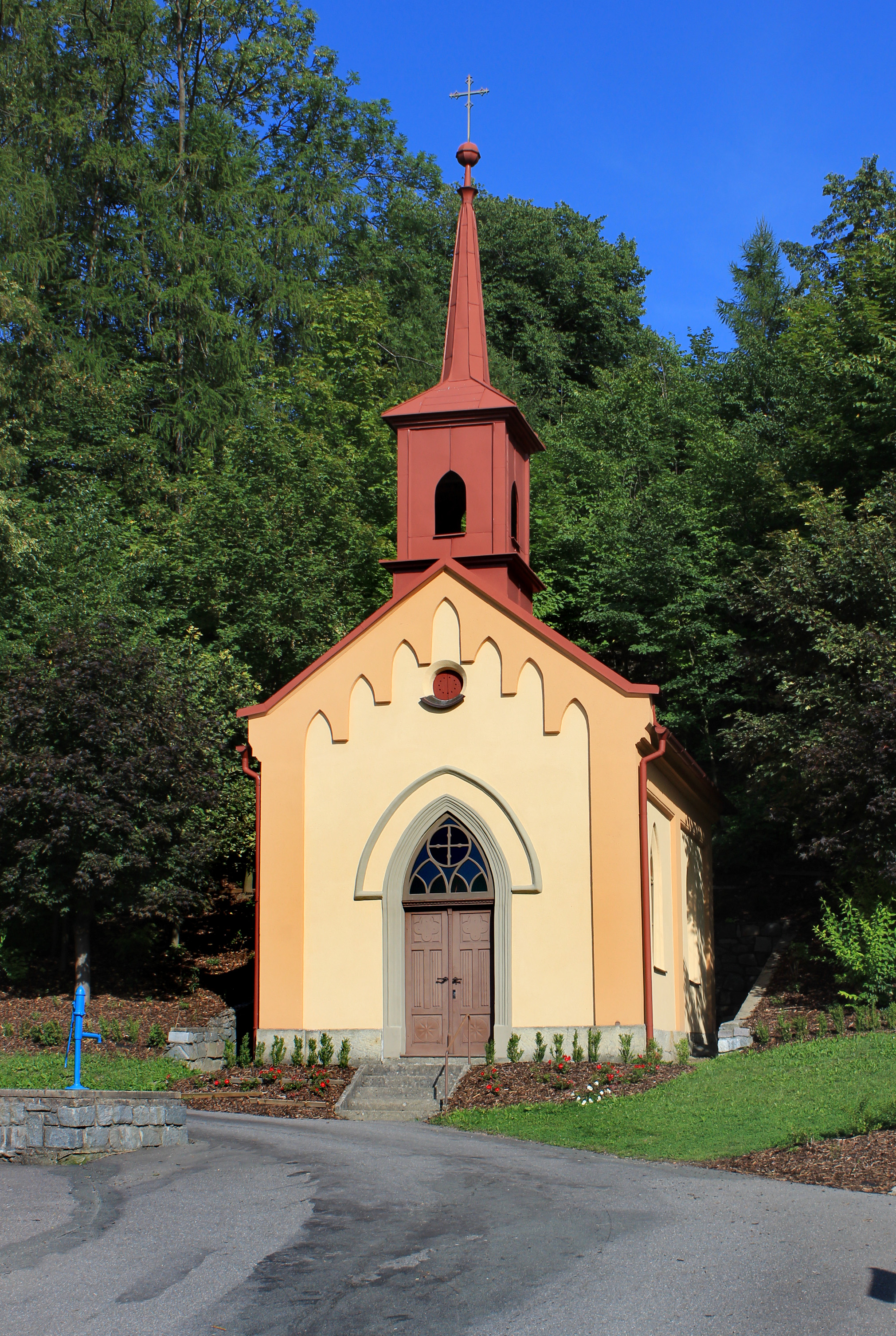
Kaple sv. Václava
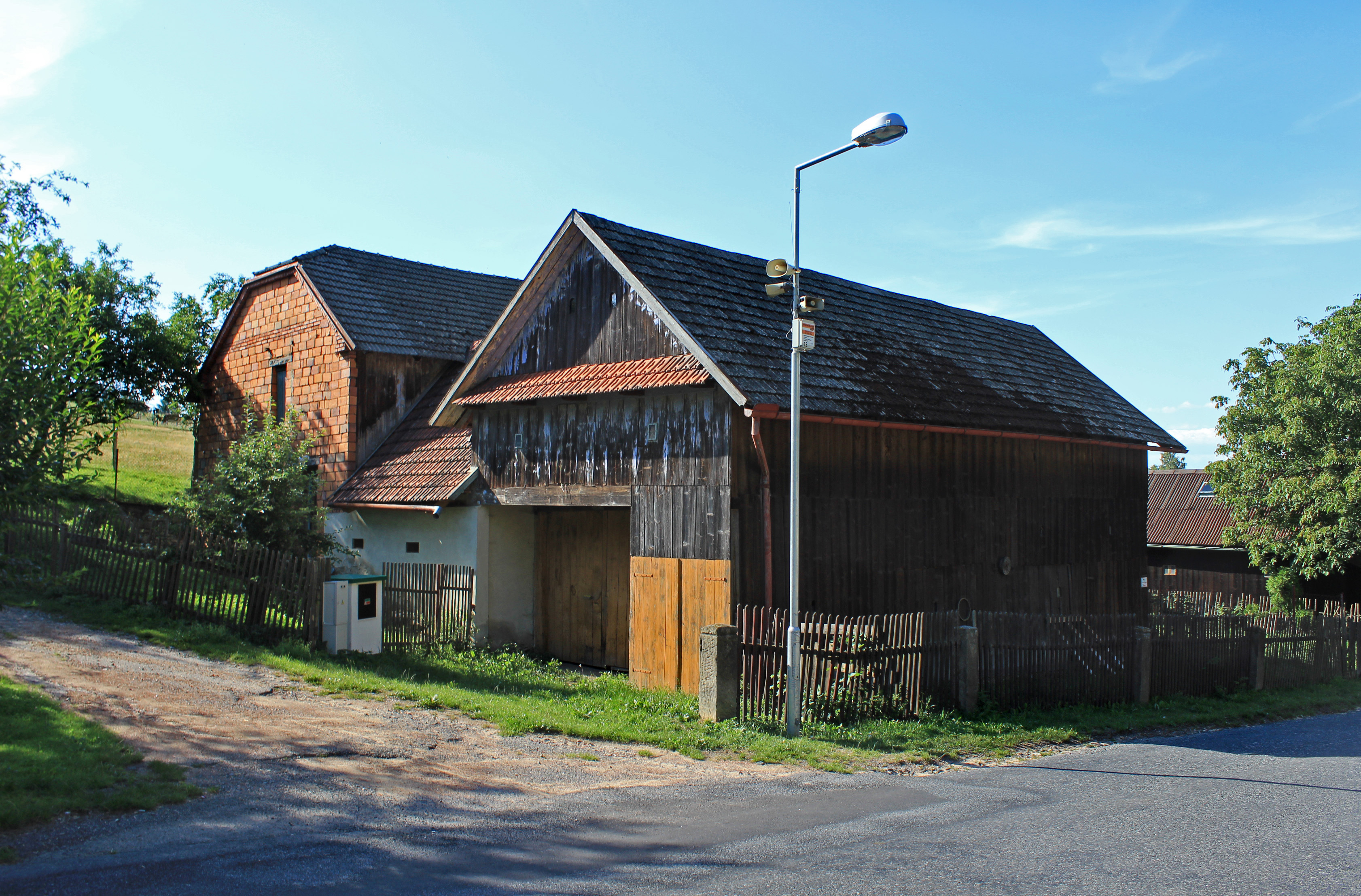
Dům čp. 5
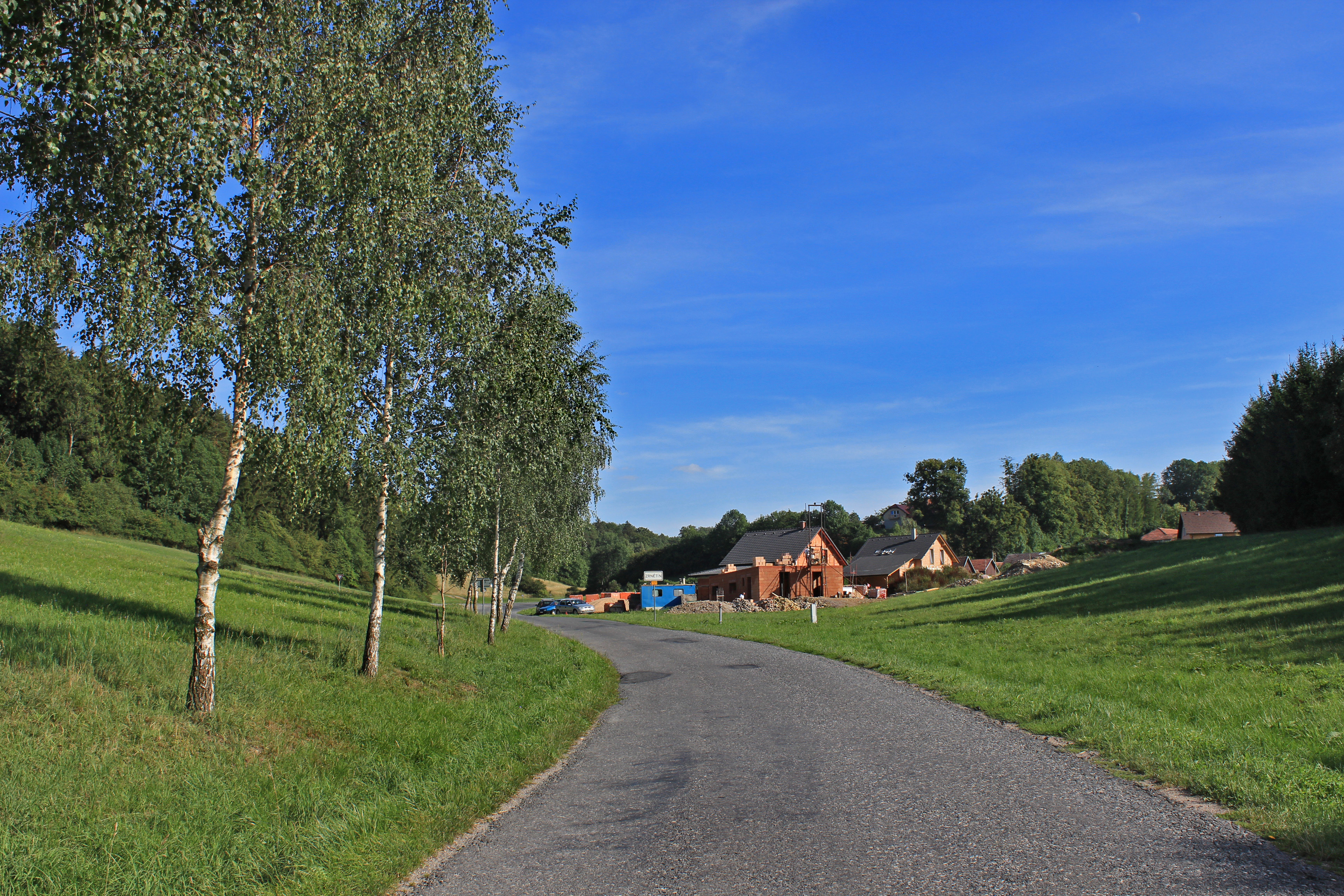
Příjezd ke vsi od Poříčí